# Bon Adrien Jeannot de Moncey
Bon Adrien Jeannot de Moncey, als duc de l'Empire hertog van Conegliano (Moncey, 31 juli 1754 - Parijs, 20 april 1842), maarschalk van Frankrijk, was een prominent legeraanvoerder en maarschalk van Frankrijk in de periode van de Franse revolutionaire en napoleontische oorlogen die daarop volgden.

## Jonge jaren
Moncey was de zoon van een advocaat in Besançon, waar hij geboren werd in 1754. In zijn jeugd schreef hij zich tweemaal in in het Franse leger, maar zijn vader stond dit beide keren niet toe. Monceys verlangen het leger in te gaan werd in 1778 uiteindelijk beloond, toen hij een militaire aanstelling kreeg.

## Militaire carrière
Hij had de rang van kapitein toen hij in 1791 de beginselen van de Franse Revolutie omarmde. Moncey onderscheidde zich in de militaire campagnes van 1793 en 1794 aan de Spaanse grens. Hij klom in een paar maanden op van commandant van een bataljon tot de bevelhebber van het Franse Leger van de Westelijke Pyreneeën. De acties van Moncey droegen er in grote mate aan bij dat Spanje vrede sloot met de Republiek. In 1799 verdacht de regering hem echter van royalisme, en werd hij uit zijn functie ontheven.
Bij de staatsgreep van Napoleon in 1799 werd Moncey weer teruggeplaatst in het leger. Tijdens de Italiaanse campagne van Napoleon was hij bevelhebber van een legerkorps dat vanuit Zwitserland Italië in trok. In 1801 maakte Napoleon hem inspecteur-generaal van de gendarmerie, de Franse politie. Ook maakte Napoleon hem tot maarschalk van Frankrijk. In 1805 verkreeg Moncey het Grootkruis van het Franse Legioen van Eer.
In 1808 kreeg Moncey de titel graaf van Conegliano. In datzelfde jaar, het eerste van de Spaanse Onafhankelijkheidsoorlog, werd hij naar Spanje gestuurd met een legerkorps, waar hij vocht tegen de opstandelingen. Hij onderscheidde zich in zijn opmars naar Valencia, maar het effect hiervan werd tenietgedaan door het verlies van Dupont in de Slag bij Bailén. Moncey nam in 1809 deel aan het Tweede Beleg van Saragossa.
In 1812 weigerde Moncey te vechten in de militaire campagne tegen Rusland. Toen de geallieerde troepen Frankrijk in 1814 echter binnenvielen streed hij aan Franse zijde om het behoud van Parijs op de Place de Clichy en in de Slag bij Montmartre.

## Na de val van Napoleon
In 1814 steunde Moncey Lodewijk XVIII. In ruil hiervoor ontving hij de titel baron van Conegliano. Hij bleef neutraal tijdens de terugkeer van Napoleon in 1815. Toch werd hij na de slag bij Waterloo gestraft omdat hij weigerde de militaire rechtbank die Michel Ney veroordeelde voor te zitten. Hij licht zijn besluit in een brief aan de koning toe. Lodewijk XVIII ontslaat Moncey van zijn taken, ontneemt zijn titels en legt hem drie maanden gevangenschap op.
Moncey wordt in 1816 opnieuw benoemd tot maarschalk. In 1819 verheft de koning hem opnieuw in de adelstand.
Moncey was getrouwd met Charlotte Prospère Remillet (1761-1842). Samen kregen zij drie kinderen:
- Anne-Francoise (1791-1842)
- Bon-Louis (1792-1817)
- Jeanne-Francoise (1807-1853). Zij trouwde met Alphonse-Auguste de Gillevoisin de Conegliano, die de titels van Moncey erfde na diens overlijden in 1842.

Louis Alexandre Berthier · Joachim Murat · Bon Adrien Jeannot de Moncey · Jean-Baptiste Jourdan · André Masséna · Pierre François Charles Augereau · Jean-Baptiste Bernadotte · Guillaume Brune · Nicolas Jean-de-Dieu Soult · Jean Lannes · Édouard Adolphe Casimir Joseph Mortier · Michel Ney · Louis Nicolas Davout · Jean-Baptiste Bessières · François Christophe Kellermann · François Joseph Lefebvre · Dominique-Catherine de Pérignon · Jean-Mathieu-Philibert Sérurier · Claude Victor-Perrin · Étienne Jacques Joseph Macdonald · Nicolas Charles Oudinot · Auguste de Marmont · Louis Gabriel Suchet · Laurent de Gouvion Saint-Cyr · Józef Poniatowski · Emmanuel de Grouchy
- Bibliothèque nationale de France: cb12004223m (data)
- Biografisch Portaal: 68024003
- Catàleg d'autoritats de noms i títols de Catalunya: 981058509939306706
- Gemeinsame Normdatei: 117125741
- International Standard Name Identifier: 0000 0000 4287 1083
- Library of Congress Control Number: no00046239
- Base Léonore: LH//1353/21
- Nationale Bibliotheek van Polen: a0000002599929
- Nederlandse Thesaurus van Auteursnamen: 27257774X
- Système universitaire de documentation: 028150619
- Virtual International Authority File: 14780304
- WorldCat: E39PBJkHm8yMgq9bqcB8QR384q